# Prigorodnoje (Kaliningrad, Nesterow)
Prigorodnoje (russisch Пригородное, deutsch Petrikatschen, 1938–1945 Schützenort) ist eine Siedlung im Osten der russischen Oblast Kaliningrad. Sie gehört zur kommunalen Selbstverwaltungseinheit Stadtkreis Nesterow im Rajon Nesterow.

## Geographische Lage
Prigorodnoje liegt zwei Kilometer östlich der Stadt Nesterow (Stallupönen, 1938–1946 Ebenrode) an der russischen Fernstraße A 229 (ehemalige deutsche Reichsstraße 1, heute auch Europastraße 28). Im Ort endet eine Nebenstraße aus nordöstlicher Richtung von Tschapajewo (Wabbeln) und Lugowoje (Bilderweitschen, 1938–1946 Bilderweiten) kommend.
Die nächste Bahnstation ist Nesterow an der Bahnstrecke Kaliningrad–Nesterow zur Weiterfahrt nach Litauen – einem Teilstück der ehemaligen Preußischen Ostbahn.

## Geschichte
Der seinerzeit Petrikatschen genannte Ort gehörte zu einer der 15 Gemeinden und Gutsbezirke, die am 24. Juni 1874 in den neugebildeten Amtsbezirk Groß Wannagupchen (russisch: Swobodnoje) eingegliedert wurden. Im Jahre 1910 zählte Petrikatschen 207 Einwohner, im Jahre 1933 waren es 164.
Als man am 3. Juni 1938 die Gemeinde Groß Wannagupchen germanisierend in „Rohren“ umbenannte, erhielt der Amtsbezirk Groß Wannagupchen die neue Bezeichnung „Amtsbezirk Stadtfelde“ (Petrowskoje).
Am 3. Juni 1938 erhielt auch Petrikatschen den neuen Namen „Schützenort“. Als solcher blieb der Ort, der 1939 noch 147 Einwohner zählte, bis 1945 in den Amtsbezirk Stadtfelde innerhalb des Landkreises Stallupönen (1938–1946 Landkreis Ebenrode) im Regierungsbezirk Gumbinnen in der preußischen Provinz Ostpreußen eingegliedert.
Infolge des Zweiten Weltkrieges kam das Dorf zur Sowjetunion und wurde 1947 in Prigorodnoje umbenannt. Der Name "Vorstadtort" bezog sich auf den nahe gelegenen Rajonsitz Nesterow. Gleichzeitig wurde der Ort Sitz eines Dorfsowjets im Rajon Nesterow. Von 2008 bis 2018 war Prigorodnoje Sitz einer Landgemeinde und gehört seither zum Stadtkreis Nesterow.

### Prigorodny selski Sowet/okrug 1947–2008
Der Dorfsowjet Prigorodny selski Sowet (ru. Пригородный сельский Совет) wurde im Juni 1947 im Rajon Nesterow eingerichtet. Im Jahr 1954 wurde der Babuschkinski selski Sowet (bis etwa 1950 offenbar Lugowski selski Sowet) angeschlossen. Von 1960 bis 1967 war vermutlich der Tschernyschewski selski Sowet angeschlossen. Nach dem Zerfall der Sowjetunion bestand die Verwaltungseinheit als Dorfbezirk Prigorodny selski okrug (ru. Пригородный сельский округ). Im Jahr 2008 wurden die verbliebenen Orte des Dorfbezirks in die neu gebildete Landgemeinde Prigorodnoje selskoje posselenije übernommen.
| Ortsname                                  | Name bis 1947/50                           | Bemerkungen |
| ----------------------------------------- | ------------------------------------------ | --- |
| Babuschkino (Бабушкио)                    | Groß Degesen                               | Der Ort wurde 1947 umbenannt und gehörte zunächst zum Dorfsowjet Lugowski.                                                              |
| Bolschoje Saretschnoje (Большое Заречное) | Drusken                                    | Der Ort wurde 1950 umbenannt und vor 1975 verlassen.                                                                                    |
| Brigadnoje (Бригадное)                    | Schöckstupönen, 1938–1945:"Pohlau"         | Der Ort wurde 1950 umbenannt und vor 1988 verlassen.                                                                                    |
| Kalinowka (Калиновка)                     | Gudweitschen, 1938–1945:"Gutweide"         | Der Ort wurde 1947 umbenannt und gehörte zunächst zum Dorfsowjet Lugowski. Er wurde vor 1975 verlassen.                                 |
| Lugowoje (Луговое)                        | Bilderweitschen, 1938–1945:"Bilderweiten"  | Der Ort wurde 1947 umbenannt und war zunächst der Verwaltungssitz des Dorfsowjets Lugowski.                                             |
| Majakowskoje (Маяковское)                 | Peterlauken, 1938–1945:"Petersort"         | Der Ort wurde 1950 umbenannt und gehörte zunächst zum Dorfsowjet Lugowski. Er wurde vor 1975 verlassen.                                 |
| Mostowoje (Мостовое)                      | Budweitschen, 1938–1945:"Zenthof"          | Der Ort wurde 1947 umbenannt und gehörte zunächst zum Dorfsowjet Lugowski. Er wurde vor 1975 verlassen.                                 |
| Nagornoje (Нагорное)                      | Wilpischen, 1938–1945:"Wilpen"             | Der Ort wurde 1950 umbenannt und vor 1975 verlassen.                                                                                    |
| Nowoje (Новое)                            | Grablauken, 1938–1945:"Grabfelde"          | Der Ort wurde 1950 umbenannt und gehörte zunächst zum Dorfsowjet Lugowski. Er wurde vor 1975 verlassen.                                 |
| Ostrowoje (Островое)                      | Radszen/Radschen, 1938–1945:"Raschen"      | Der Ort wurde 1950 umbenannt und gehörte zunächst zum Dorfsowjet Lugowski. Er wurde vor 1975 verlassen.                                 |
| Perwomaiskoje (Первомайское)              | Bareischkehmen, 1938–1945:"Baringen"       | Der Ort wurde 1947 umbenannt. |
| Petrowskoje (Петровское)                  | Lawischkehmen, 1938–1945:"Stadtfelde"      | Der Ort wurde 1947 umbenannt. |
| Pobednoje (Победное)                      | Leibgarten                                 | Der Ort wurde 1947 umbenannt und 1997 aus dem Ortsregister gestrichen. Er wurde (allerdings) laut Karte an Perwomaiskoje angeschlossen. |
| Prigorodnoje (Пригородное)                | Petrikatschen, 1938–1945:"Schützenort"     | Verwaltungssitz |
| Rasdolnoje (Раздольное)                   | (Klein) Tarpupönen, 1928–1947: Sommerkrug  | Der Ort wurde 1947 umbenannt und gehörte zunächst zum Dorfsowjet Lugowski.                                                              |
| Retschki (Речки)                          | Alexkehmen, 1938–1945:"Alexbrück"          | Der Ort wurde 1950 umbenannt und vermutlich vor 1975 an den Ort Woskressenskoje angeschlossen.                                          |
| Sabolotnoje (Заболотное)                  | Groß Warningken, 1938–1945:"Steinkirch"    | Der Ort wurde 1950 umbenannt und gehörte zunächst zum Dorfsowjet Lugowski. Er wurde vor 1975 verlassen.                                 |
| Schtscherbatowo (Щербатово)               | Paballen, 1938–1945:"Kleinhopfenbruch"     | Der Ort wurde 1947 umbenannt und vor 1975 verlassen.                                                                                    |
| Swobodnoje (Свободное)                    | Groß Wannagupchen, 1938–1945:"Rohren"      | Der Ort wurde 1947 umbenannt und vermutlich 2008 in die Stadt Nesterow eingemeindet.                                                    |
| Trudowoje (Трудовое)                      | Raudohnen, 1938–1945:"Rauhdorf"            | Der Ort wurde 1950 umbenannt und vor 1975 verlassen.                                                                                    |
| Tschapajewo (Чапаево)                     | Wabbeln                                    | Der Ort wurde 1947 umbenannt und gehörte zunächst zum Dorfsowjet Lugowski.                                                              |
| Tschuikowo (Чуйково)                      | Szillen/Schillen, 1938–1945:"Schellendorf" | Der Ort wurde 1950 umbenannt und gehörte zunächst zum Dorfsowjet Lugowski. Er wurde vor 1975 verlassen.                                 |
| Wassilkowo (Васильково)                   | Abracken, 1938–1945:"Kornfelde"            | Der Ort wurde 1950 umbenannt und gehörte zunächst zum Dorfsowjet Lugowski. Er wurde vor 1975 verlassen.                                 |
| Woskressenskoje (Воскресенское)           | (Groß) Uszballen, 1928–1947:Bruchhöfen     | Der Ort wurde 1947 umbenannt. |
| Wysselki (Выселки)                        | Klein Degesen, 1938–1945:"Kleinlucken"     | Der Ort wurde 1947 umbenannt und gehörte zunächst zum Dorfsowjet Lugowski.                                                              |

Der im Jahr 1947 umbenannte Ort Iljuschino (Milluhnen/Mühlengarten), der zunächst in den Prigorodny selski Sowet eingeordnet worden war, kam dann (vor 1975) aber zum Tschkalowski selski Sowet und der im Jahr 1950 umbenannte Ort Scholochowo (Willkinnen/Willdorf), der zunächst in den Prigorodny selski Sowet eingeordnet worden war, kam dann (vor 1975) aber zum Dorfsowjet Sawetinski selski Sowet.

### Prigorodnoje selskoje posselenije 2008–2018

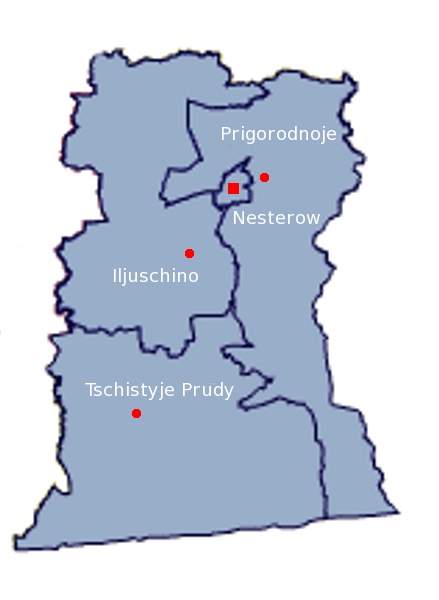
Lage der Landgemeinde Prigorodnoje selskoje posselenije im Rajon Nesterow

Die Landgemeinde Prigorodnoje selskoje posselenije (ru. Пригородное сельское поселение) wurde im Jahr 2008 im Rajon Nesterow eingerichtet. Sie umfasste 18 Siedlungen. Diese gehörten vorher den Dorfbezirken Prigorodny selski okrug, Pokryschkinski selski okrug und Tschernyschewski selski okrug an. Im Jahr 2018 wurde die Gemeinde aufgelöst und deren Siedlungen in den neu gebildeten Stadtkreis Nesterow einbezogen.
| Ortsname                     | deutscher Name                 |  | Ortsname                          | deutscher Name              |
| ---------------------------- | ------------------------------ |  | --------------------------------- | --------------------------- |
| Babuschkino (Бабушкино)      | Groß Degesen                   |  | Prigorodnoje (Пригородное)        | Petrikatschen (Schützenort) |
| Detskoje (Детское)           | Kinderweitschen (Kinderhausen) |  | Puschkino (Пушкино)               | Göritten                    |
| Jagodnoje (Ягодное)          | Bredauen                       |  | Rasdolnoje (Раздольное)           | Klein Tarpupönen/Sommerkrug |
| Lugowoje (Луговое)           | Bilderweitschen (Bilderweiten) |  | Tschapajewo (Чапаево)             | Wabbeln                     |
| Nekrassowo (Некрасово)       | Groß Sodehnen (Grenzen)        |  | Tschernjachowo (Черняхово)        | Laukupönen (Erlenhagen)     |
| Newskoje (Невское)           | Pillupönen (Schloßbach)        |  | Tschernyschewskoje (Чернышевское) | Eydtkuhnen (Eydtkau)        |
| Perwomaiskoje (Первомайское) | Bareischkehmen (Baringen)      |  | Woskressenskoje (Воскресенское)   | Groß Uszballen/Bruchhöfen   |
| Petrowskoje (Петровское)     | Lawischkehmen (Stadtfelde)     |  | Wosnessenskoje (Вознесенское)     | Wenzlowischken (Wenzbach)   |
| Pokryschkino (Покрышкино)    | Dopönen (Grünweide)            |  | Wysselki (Выселки)                | Klein Degesen (Kleinlucken) |

## Kirchengeschichte
Das frühere Petrikatschen und nachmalige Dorf Schützenort war vor 1945 in das evangelische Kirchspiel Bilderweitschen (1938–1946 Bilderweiten, heute russisch: Lugowoje) eingepfarrt. Es gehörte zum Kirchenkreis Stallupönen (1938–1946 Ebenrode, russisch: Nesterow) in der Kirchenprovinz Ostpreußen der Kirche der Altpreußischen Union. Die Pfarrer des Kirchspiels Bilderweitschen – der letzte von ihnen vor 1945 war Pfarrer Hellmut Graemer – versahen auch die nahe gelegene Herrschaft Serrey (heute litauisch: Seirijai) im vormaligen Großfürstentum Litauen.